# パチニ小体

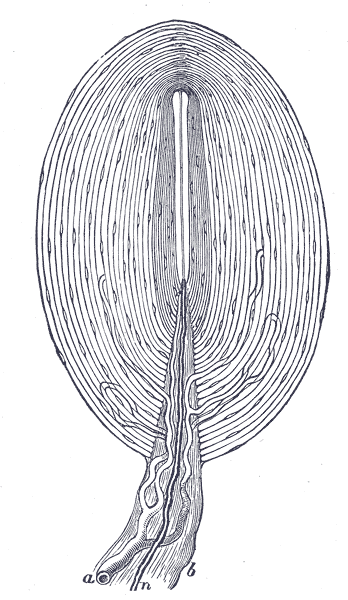
パチニ小体, 被嚢システムと中央に空洞を持つ。
a. 末端が毛細血管で終わる動脈小枝。内側被嚢中の幾つかで輪を作り、1つは中央被嚢を貫通する。
b. 柄状の繊維質組織
n. 神経管が中央の被嚢に向かう, そこで白色物質を失い, 軸索に沿って反対側に伸びる, そこで最後に結節し拡張する。

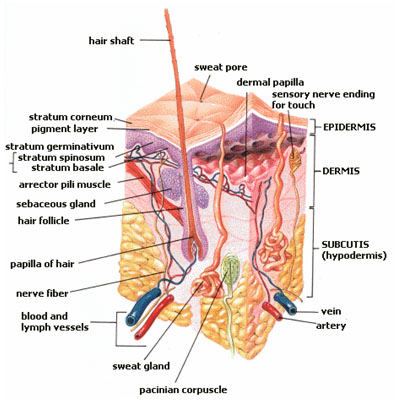
下端の(Pacinian capsule)である。

パチニ小体（パチニしょうたい）は、主に皮膚に見られる主要な4種類の機械受容体のうちの1つである。イタリアの解剖学者Filippo Paciniが発見し名前に由来する。別名ファーター・パチニ小体（ファーテル・パチニ小体）、ファーター・パチニ層板小体（ファーテル・パチニ層板小体）ともいう。これはPachiniとAbraham Vaterの発見によるもの。

## 位置
これら小体は腸間膜、特に膵臓、しばしば関節近くに見られる。ルフィニ終末のように深い皮下組織に見られ、迅速適応受容体(rapidly adapting receptors) (Kandel et al., 2000)と看做される。

## 構造
生理機能はマイスナー小体に似る。パチニ小体はメルケル細胞とマイスナー小体のいずれよりも大きく、数は少ない。
卵形で長さ約1mmである。小体全体が結合組織層に覆われている。線維質結合組織と線維芽細胞から成る、ゲル状物質で隔てられた20-60層の同心状薄層を持つ。薄層(lamellae)はシュワン細胞に変えられて、非常に薄く扁平である。小体の中央には、内側に球根状のもの、つまり求心性無髄神経の終末を携えた流体に満たされた腔がある。

## 機能
パチニ小体はあらゆる圧変化と振動を感知する。どんな小球に於ける形態変化によっても軸索膜の張力を感じるナトリウムイオン透過性の機械受容チャネルが開くことにより受容器電位が生じ、受容器電位が閾値を超すと電位依存性ナトリウムイオンチャネルが開き活動電位が発生する。特に振動に対して敏感で、1cm離れた刺激でさえ感じることが出来る。パチニ小体は神経終末を覆う結合組織の層が多数のために、皮膚がギザギザ状に動かされた時に反応し、安定した圧力では反応しない。これは結合部の高速度変化に対して反応するからだと考えられている。

## 参考文献

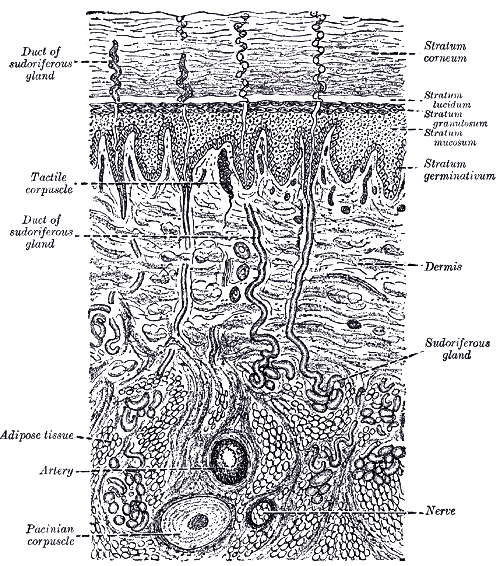
皮膚の断面模式図
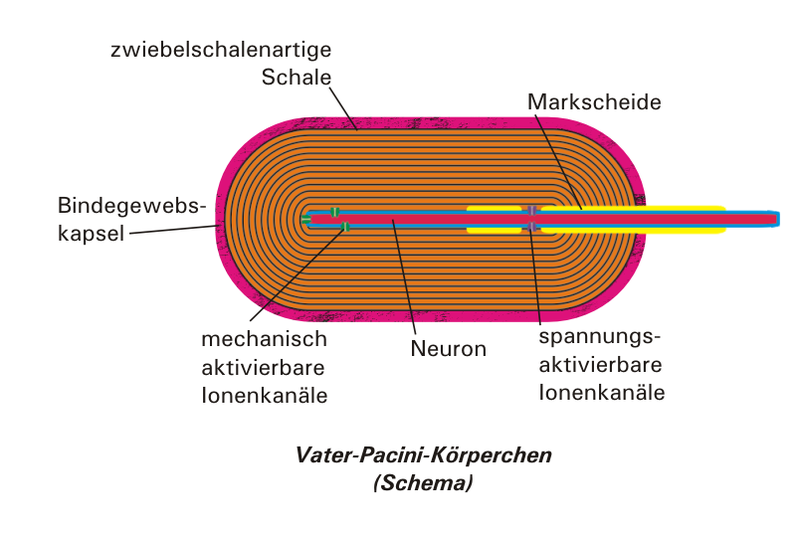
模式図(ドイツ語)